# لالاي (الراين الأسفل)
لالاي (بالفرنسية: Lalaye)‏ هي بلدية تقع في إقليم الراين الأسفل من منطقة ألزاس في شمال شرق فرنسا. تبلغ مساحة هذه المدينة 8.18 (كم²)، يبلغ عدد سكانها 447 نسمة حسب إحصاء المعهد الوطني للإحصاء والدراسات الاقتصادية سنة 2009 م. وترأس Jean-Michel Bass البلدية خلال فترة (2008 - 2014).

## جغرافيا
تقع لالاي (الراين الأسفل) على بعد 15 كيلومتر(9 ميل) تقريبا، إلى غرب والغرب شمالي من مدينة سيليستات.

## وصلات خارجية
- صفحة البلدية على موقع المعهد الوطني للإحصاء والدراسات الاقتصادية (بالفرنسية)